# Левицький Мирослав Романович
Myroslav Levytsky / Мирослав Романович Левицький (* 26 січня 1963, м. Чернівці) — піаніст, композитор, продюсер, засновник і беззмінний керівник українського джаз-рокового гурту «Брати Блюзу», член (з 2007) австрійської спілки композиторів і музикантів — АКМ, voting member Recording Academy /GRAMMY  (2024)

## Віхи біографії

Майбутні відомі музиканти брати Мирослав (справа) та Олег з батьками (1968)

- 1963 р. — народився в сім'ї Левицької Віри Ільківни (вчителя початкових класів) і Левицького Романа Євгеновича (лікаря);
- 1974-1980 р. — навчається в Калуській музичній студії, музичній школі по класу фортепіано;
- 1980-1984 р. — закінчує Івано-Франківський педагогічний інститут за спеціальністю учитель музики;
- 1982-1984 р. — музикант віа «Росинка» (Івано-Франківськ);
- 1983-1985 р. — музичний керівник і музикант (клавішник) віа «Барви» (Калуш);

- 1985 р. — акомпоніатор "Будинку школяра " (Калуш);
- 1985 р. — шоу-група "Беркут ", артист Івано-Франківської обласної філармонії;
- 1986-1991 р. — музикант (клавішник) групи «Жайвір» (Рівне), музикант (клавішник) групи Вейланда Рода (Москва), музикант (клавішник) групи Ірини Понаровської (Москва);
- 1991 р. — музикант (піаніст) театра «Юрця і Стефця»(Львів) і групи " Заграва "(Коломия);
- У 1992 р. вирішив, разом із братом Олегом (саксофон), створити нову музичну формацію, яка б концептуально відрізнялася і за стилем, і за елементами виконання з-поміж інших гуртів, які були популярними на той час. Пише музику і оранжування для новоствореної групи "Брати блюзу "
- Вже за рік, на «Червоній руті» в Донецьку, ця формація здобуває гран–прі. Невдовзі до «Братів» прийшла слава одного з найпопулярніших музичних брендів не лише на теренах колишнього СРСР, а й у світі, що підтвердили гастролі у США, Канаді, Франції, Німеччині, Австрії, Польщі.

Група «Беркут» Іван-франківської філаомонії. В центрі — клавішник Мирослав Левицький

- «Брати Блюзу» ввійшли в історію як перша група зі Східної Європи, котра в 1998–му виступила на головній сцені фестивалю Сіґет в Угорщині. Вони виходили на сцену разом із такими знаменитостями, як Goldie, Rammstein, Green Day
- 2001 р. — початок співпраці з музикантом і продюсером Rens Newland (Austria / Netherland), « Jive music» (Vienna, Austria);
- 2004 р. — учасник (композитор, піаніст) міжнародної програми " The Banff Centre for the Arts " (Canada) producer — Ms. — Isobel Moore Rolston.[2][3]
- 2001-2007 — співорганізатор проекту «Брати Блюзу — музика без кордонів».

## Нагороди /AWARDS // Discography

### Фестиваль «Червона Рута» (Донецьк, (1993)
- група "Брати блюзу « — Гран — Прі»;
- композиція " Автентичне життя " — визнана найкращим музичним твором;
- Мирослав Левицький — найкращий композитор і клавішник фестивалю

### Фестиваль «Нові Зірки Старого Року» (1993)
- Мирослав Левицький — ввійшов в трійку найкращих музикантів України незалежно від жанру;
- «Брати блюзу» — найкраща рок-група року;
- «Брати блюзу» — найкраща група незалежно від стилю і жанру;
- Композицію Мирослава Левицького: «Автентичне життя» — визнано найкращим музичним твором року.

### Фестиваль «Пісенний вернісаж» (1995)
- Спеціальний диплом фестивалю за поєднання музики і хореографії (спільна постановка групи «Брати блюзу» і модерн-балету «Акверіас» Оксани Лань на композицію "Автентичне життя "

Нагорода Мирославу Левицькому - найкращому клавішнику фестивалю "Червона рута"-1993 (м.Донецьк)
Нагорода за найкращу музику до пісні на фестивалі "Червона рута" - 1993 (м. Донецьк)
Диплом лауреата фестивалю "Пісенний вернісаж" - 1995
Подяка посольства США за участь в концерті з нагоди приїзду в Україну президента США Біла Клінтона (1995) // 2021 :- [[Myroslav Levytsky, Braty Bluzu won the "Rising Star Awards" nomination from the Akademia music Awards (Los Angeles / USA) https://www.theakademia.com/awards/2020/MyroslavLevytsky-InPiano-0000213587.html // 2022 :- single "My Heart Goes Out To You Ukraine" authors :- Myroslav Levytsky (Ukraine) / Chris St. John (USA) / Stephen Wrench (USA) / Cas Weinbrein (USA) have been nominated by the Recording Academy of America for consideration at Grammy65 // 2023 : - in the nomination "Best Song of the Year" the album "Keys to Peace" received 2 silver medals:- "best composer" and best "New Age album" from the Global Music Awards (California/USA) https://www.globalmusicawards.com/Winners-Nov-2023.html.// - May 18, 2024: - [[World Entertainment Awards - album "Keys to Peace" / Myroslav Levytsky nominated "Best New-Age Album" The Akademia Music Awards (Los Angeles/USA) :- - Myroslav Levytsky has been inducted into Hall of Fame. Elite Music Awards (New-York/USA) :- - album "Keys to Peace" / Myroslav Levytsky nominated "Best New-Age Album" HIMAwards (Hollywood/Los-Angeles/USA):- - track "Mother Waiting" album "Keys to Peace"/Myroslav Levytsky nominated "Best New-Age " - voting member Recording Academy /GRAMMY Josie Music Awards (Nashville/USA) :- - album "Keys to Peace" / Myroslav Levytsky nominated " Album of the Year - Instrumental" - Myroslav Levytsky "Songwriter of the Year" (Personal Portfolio) UK Songwriting Contest (Great Britain):- - song " Mother Waiting" /album "Keys to Peace" // Myroslav Levytsky (New-Age/Ambient category) - "5 stars" - song "The City That Never Sleeps " /album "The City That Never Sleeps"//Braty Bluzu (adult category) -"5 stars" - song "Just a moment 2"(live) /Braty Bluzu (jazz category) -"5 stars" - song "Flowers in the Glass"album "In Piano"//Myroslav Levytsky (Instrumental category) - finale Discography :- 1994 - album "Authentick life" Braty Bluzu Ukraine 1996 - album "Sunday -19.25" Braty Bluzu Ukraine 2000 - CD "BMG studios" Braty Bluzu BMG - studio / GERMANY 2003 - 2xCDs "Vienna Woods / Rain?" Braty Bluzu & Music Without Borders project-: Jive music / AUSTRIA 2005 - CD "Session in Banff" Myroslav Levytsky Banff Center for the Arts / CANADA 2007 - CD "One Autumn Concert (live)" Braty BLuzu jazz & music club "Porgy & Bess" / AUSTRIA 2011 - CD "The City That Never Sleeps", / Braty BLuzu Jive Music / AUSTRIA 2015 - CD "Elegant Dualism" Myroslav Levytsky & Rens Newland Jive music / AUSTRIA 2017 - CD "In Piano" Myroslav Levytsky Advice music/ ITALY 2023 - CD"Keys to Peace" Myroslav Levytsky feat. Rens Newland Jive music / AUSTRIA |альт=Подяка посольства США за участь в концерті з нагоди приїзду в Україну президента США Біла Клінтона (1995) 2021 :- Myroslav Levytsky, Braty Bluzu won the "Rising Star Awards" nomination from the Akademia music Awards (Los Angeles / USA) single "My Heart Goes Out To You Ukraine" authors :- Myroslav Levytsky (Ukraine) / Chris St. John (USA) / Stephen Wrench (USA) / Cas Weinbrein (USA) have been nominated by the Recording Academy of America for consideration at Grammy65 in 2022. in the nomination "Best Song of the Year" 2023 :- the album "Keys to Peace" received 2 silver medals:- "best composer" and best "New Age album" from the Global Music Awards (California/USA). - the album "Keys to Peace" nominated for the "World Entertainment Awards" (Los Angeles/USA) May 18, 2024 : - Myroslav Levytsky is scheduled to be inclucted into the "Akademia Music Awards"